# Sebastian Håkansson
Sebastian Melker Håkansson, född 7 juni 1961 i Hägersten, Stockholm, är en svensk sångare och skådespelare. Han är bland annat känd som Abbe i Du är inte klok Madicken och Madicken på Junibacken och Alexander i G – som i gemenskap.
Håkansson har sjungit i banden Harlequin, Transmission  och Alien Beat, som 1980 släppte albumet Akrobat. Han medverkar på singeln Åtti tillsammans med Glen Spove och Niclas Wahlgren 1998.

## Filmografi
- 1974 – Straffet (TV-serie; Krille Löf)
- 1976 – Leva livet (TV-film; Jens Torstensson)
- 1977 – Tabu
- 1978 – Rikedom
- 1979 – Fjortonårslandet (sångare i rockgruppen Transmission)
- 1979 – Selambs (TV-serie)  (Stellan Selamb som ung)
- 1979 – Du är inte klok Madicken (Abbe Nilsson)
- 1980 – Madicken på Junibacken (Abbe Nilsson)
- 1981 – Veckan då Roger dödades
- 1983 – G – som i gemenskap (Alexander)
- 1984 – Två solkiga blondiner (Krister)

### Fotnoter
1. ↑  ”Sebastian Håkansson”. Svensk Filmdatabas. https://www.svenskfilmdatabas.se/sv/item/?type=person&itemid=71247. Läst 3 augusti 2012.
2. ↑  ”Harlequin”. Punktjafs. http://www.punktjafs.com/ny/harlequin.htm. Läst 3 augusti 2012.
3. ↑  https://www.discogs.com/artist/2861958-Transmission-11
4. ↑  ”Alien Beat”. Fralles. Arkiverad från originalet den 2 september 2013. https://web.archive.org/web/20130902220220/http://fralles.se/Alien/default.asp. Läst 3 augusti 2012.